# نبرد نیو اورلئانز
نبرد نیو اورلئانز (انگلیسی: Battle of New Orleans) یک نبرد تعاملی است که بین ۸ تا ۱۸ ژانویه ۱۸۱۵ شکل گرفت این جنگ بخشی از جنگ نهایی مجموعه جنگ‌های ۱۸۱۲ می‌باشد که در حقیقت یک جنگ یک طرفه بود، جنگجویان آمریکایی، به رهبری سرلشکر اندرو جکسون توانستند مانع پیشروی و اشغال نیو اورلئان و بخش وسیعی از سرزمین‌های ایالات متحده به واسطهٔ خرید قلمرو گسترده لوئیزیانا به توسط ارتش بریتانیا تحت رهبری دریاسالار الکساندر کوچران و ژنرال ادوارد پکنهام بشوند که در پایان به انهزام آنها انجامید.